# カーテナ

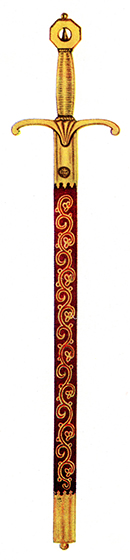
カーテナ（慈悲の剣）。鞘に入れられた状態。

カーテナ（英語: Curtana, Cortana, Courtain, Curtein）は、イギリス王家に代々伝わる剣の名称。カータナ、クルタナなどと音写されることもある。
この名称はアングロフランス語の curtein, 遡ればラテン語の curtus（短くされた、詰められた）に由来し、その名の通り切っ先が無い形状をしている。無先刀、無鋒剣などと訳されることもある。
慈悲の剣（Sword of Mercy）とも呼ばれ、聖界正義の剣・俗界正義の剣、献納の宝剣、国剣らの剣や王冠・宝珠・儀仗を含む戴冠宝器の一つに数えられている。ピューリタン革命で一度失われたが、チャールズ2世の代に作り直された。1953年にエリザベス2世の戴冠式で使用された。現在はロンドン塔の宝物館に展示されている。

## 仕様
剣は全長96.5 cm (38 in)、柄の部分の幅が19 cm (7+1⁄2 in)ある。鋼鉄の刃は、先端のおよそ2.5 cm (1 in)が欠けている。刃には「走狼」の線画が刻まれるが、これは本来はドイツ・パッサウ産剣を示すマークであった。 柄は金箔付け鉄製で、グリップ部はワイヤー巻木製。鞘は革張りを赤ベルベットで覆い、金刺繍を施してある。鞘は17世紀以降、複数回改作されており、現在のものは1937年製である。
刀身の先端は鑿型に平たく切り詰められている。戴冠式行列では、先端のとがった他の2振りの宝剣を脇に配置する。カーテナ（17世紀の複製剣）はかつてギザギザの先端だったが、いつしか平たく切りそろえられた。かつては、先端のとがり具合で他の2本をお互いに見分けることが出来、俗界正義の剣はより鋭利で、聖界正義の剣はやや鈍角であった。

## 経歴
歴史上、幾つかの剣がこの名称を継承してきた可能性がある。
この剣名の初出である文献記録（1236年）によれば、クルタナは「エドワード聖王の剣」（エドワード懺悔王、1066年没）と謳われるが、そうした由緒も、信憑性が疑われる。
伝・「トリスタンの剣」がジョン王の御物の記録（1207年）にあり、これが元祖のクルタナだとする仮説があるが、疑問視もされており 、ましてや叙事詩上の架空人物と思われるトリスタン（設定上6世紀頃）の持物だったかははなはだ疑わしい。
史実上、確かなのはクルタナは17世紀になって複製品に置き換えられたことである。

### アンジュー朝英国

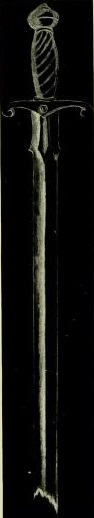
17世紀に復元されたカーテナ剣。先端が鉤裂き。―（模写）ガーター(主席)紋章官・エドワード・ウォーカー卿の写本より。

カータテナ/クルタナ（Curtana）の名は、ラテン語Curtusを遡源とする古フランス語cort, curt"短い"に由来するとされる。
文献上の初出は、1236年、ヘンリー3世との婚姻をはたしたエリナー・オブ・プロヴァンス王妃の戴冠式の式にまつわる記述であり、マシュー・パリスの文章では"チェスター伯は聖エドワードの剣でクルテインと呼ばわれし剣、王の御前に持ってゆき.." とあり、アングロ＝ノルマン語式の名称クルテイン（Curtein）が使われる。1236年のこの戴冠式については、『財務府赤書』にも記載がみられる（ § チェスター伯参照）。

#### 聖エドワードの剣
上文の「聖エドワードの剣」とは英国の「エドワード懺悔王」のことを指すが、その聖王の御剣が現れたという主張は疑わしく（それまでエドワード王の遺品のいわくつきの品は色々あったが、剣は含まれていない）、ヘンリー3世の意志による箔づけの可能性が高いと思われる 。
聖エドワード王は、母がノルマン人、ノルマンディーにも長らく居を構えた人物で、ひとつの信仰の対象ですらあり、その兼ね合いで象徴的な政治的重要性があった。

#### オジェの剣
英国王剣クルタナは初出ではクルテイン（アングロ＝ノルマン語: Curtein）と呼ばれており、カロリング物語群（シャルルマーニュ伝説）における剣コルタン（「短い」の意、オジェ・ル・ダノワの剣）に着想を得て命名されたと『オックスフォード英語辞典』（1893年） などでも考察されており、その前後にもその考察がされている。
とりわけ武勲詩『オジェの騎士道』（1192-1200年頃成立）という作品は、1236年のイングランドのマシュー・パリスら周辺や宮廷にも知られていた可能性があり、オジェが英国で冒険し、その王アンガール（Angart）の娘と結婚するあらすじから、物語上のオジェの「コルタン」が英国戴冠式の剣名に借用されるきっかけになった、とも推察される。

#### トリスタンの剣
また、ジョン欠地王（ヘンリーIIIの父）は、1207年、"トリスタンの剣（原文：トリストラムの剣）"をとりよせたと記録（開封勅許状の登記簿）にある。
宮廷ご用達詩人のブリテンのトマ作「トリスタン物語」は英国でよく知られており、トリスタンの剣を称すならば、物語どおりモルオルトの頭で切っ先を失った剣でなくてはならなかった。よってジョン王の「トリストラムの剣」が「短い」剣であり、のちにクルテインと呼ばれた王室剣と同一だったことはもはや疑いないとロジャー・シャーマン・ルーミスは結論づけた。
また、歴史的背景を鑑みれば、ヘンリー2世が若年のジョンを騎士叙勲し、アパナージュよりコーンウォールとアイルランドの領主に封じたとき、象徴的にこの剣を佩刀させた、というシナリオが成立する（マルタン・オーレル論）。なぜならば物語でトリスタンはコーンウォールの王甥であり、モルオルトはアイルランドの王兄弟だったからである。
トリスタンの剣は、本来の『トリスタン=イズー物語』では特に名称がないが、のちに拡張された『散文トリスタン』（1230–1235年開始、1240年以後に拡張、改作）では、シャルルマーニュが英国にやってきてトリスタンの（毀れた？）剣を像から奪い、オジェ・ル・ダノワに下賜したことになっている。オジェに与えられた際に、オジェに合わせて「短く詰められた」ため「コルテーヌ」と呼ばれるようになったというLoomis (1922a), p. 29。これは、現実世界でも英国宝剣「トリスタン剣」が「クルタナ剣」に継承された事実があったという傍証であり、（フランスの）散文版作者はその事実を知りえたこそ、作品に反映できたのだ、とルーミスは論じている。E・M・R・ディットマスは、この説を魅力的としたが、反論もしており、当のイギリスでは（ヘンリー三世の在位中に）「トリスタンの剣」だったことが忘れられた（のでそのように呼ばなかった）というルーミスの意見には否定的であった

### チェスター伯
1236年当時のチェスター伯は、ハンティングトン伯ジョン ・オブ・スコットランドが兼任しており、チェスター伯の名において戴冠式でクルタナを持つ権限、ならびにハンティングトン伯としてもう一本の剣を持つ権利を主張し、いさかいをおこした。そのことは同戴冠式の別の記録（『財務府赤書』）に見受けられる。この七代目がいうチェスター伯のクルタナ持ちの慣習は、おそらくすでに代々のものであり、あるいは六代チェスター伯ラヌルフ・ド・ブロンドヴィル（1170/1172年生）以来かとも憶測もされている。いさかいは王が仲裁し、七代チェスター伯と、ウォーリック伯爵、リンカーン伯で1本ずつ式典の剣を持つことになったLegg (1901), p. 62。ただ、なんらかの剣を三本使うしきたりは、少なくともリチャード獅子心王（ヘンリーIIIの伯父）の初回目の戴冠（1189年）の際にはすでにあり 、リチャード獅子心王の2回目の戴冠（1194年）で6代ラヌルフが持った剣はカーテナと断ずる解説も見られる
以後、14世紀に至るまで、戴冠式でこの剣を持って王前に運ぶのはチェスター伯の役目であった。現在は、イギリス貴族より、王がその人選を行っている。ふだんは、他の戴冠宝器とともに、ロンドン塔の ジュエル・ハウスに展示される。

### 慈悲の剣
のちには新たな異称も加わった。ヘンリー4世の治世年間（1399–1413年）にHenry IV、戴冠用の剣に意義的な二つ名が加わったが、カーテナには当初「正義の剣」が充てられていた。
しかしいつしかカーテナは慈悲の象徴となり、「慈悲の剣」の異名をとるようになり、現在に至る。この呼称は遅くともヘンリー6世の戴冠式では確立しており"Sword of Mercie"と記載される 

### 17世紀のカーテナ複製剣

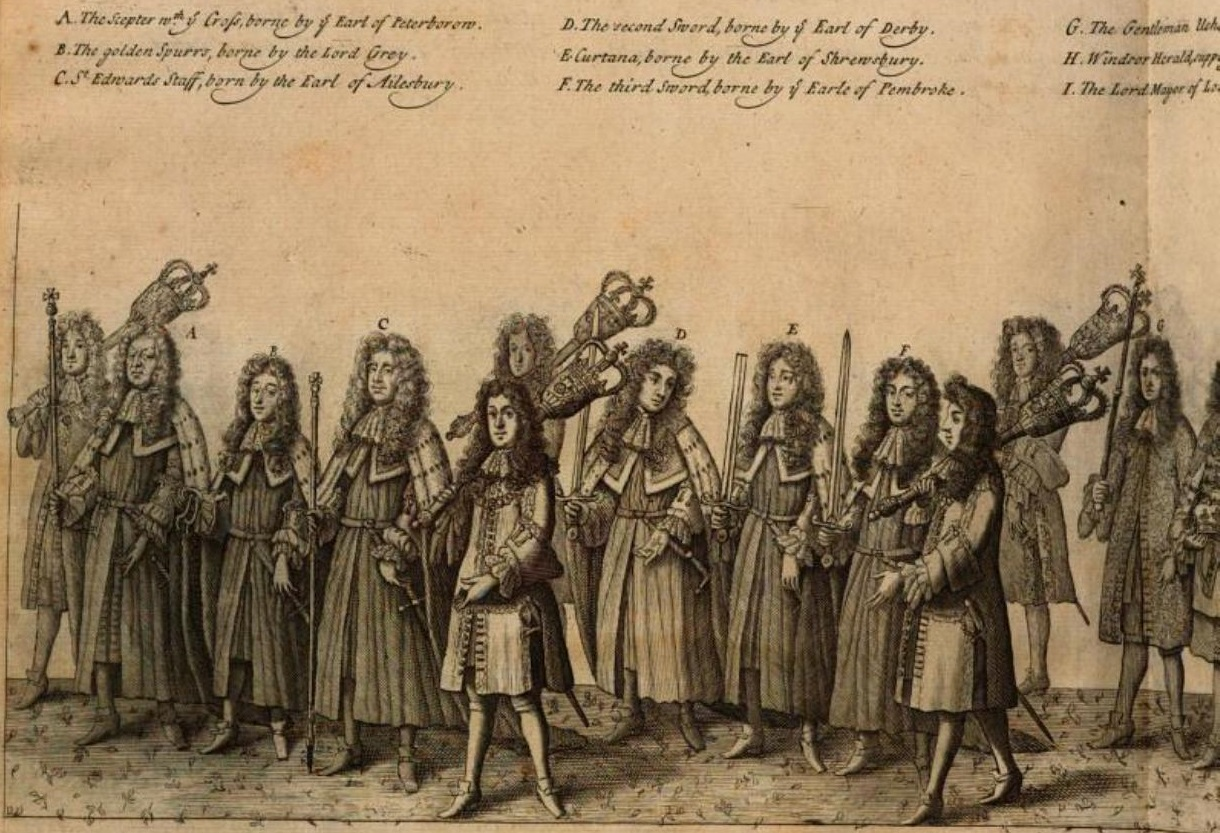
先の平たいカーテナを持つシュルーズベリー伯爵（E）、ジェームズ2世戴冠式の行列、1685年.—刻版画 、(Sandford 1687)History of the Coronation of James II より

現在に伝わるカーテナは、1610–1620年間作成され、1626年のチャールズ1世の戴冠式用に用いられた剣で、拵えの加工者はおそらくワーシップフル・カンパニー・オブ・カトラーズというギルド的組合（リヴァリ・カンパニー）に属したロバート・サウス（Robert South）と目される。のちにウェストミンスター修道院で保管されていた戴冠宝器のひとつに加わった。それまで200年近くのあいだ、各戴冠式ごとにカーテナ剣はしつらえていた。刀身は1580年代、イタリアの刃物鍛冶のアンドレア・フェラーラおよびその兄弟のジャンドナート（ツァンドーナ）・フェラーラ（Giandonato/Zandonà）らに鍛えられた作で、英国への輸入品であった。カーテナと聖界正義の剣・俗界正義の二振りの剣やコロネーション・スプーンは、英国内戦に巻き添えになって破損・逸失しなかった数少な戴冠宝器で、1649年、5ポンドの額でロジャー・ハンフリーズに買い取られていた。チャールズ2世の戴冠でこの三振りの剣が使用されたか不詳だが、その後継の ジェームズ2世の1685年戴冠式では使用されている（⇒右図参照）。

## ギャラリー
- 左から献納の宝剣、国剣、慈悲の剣（カーテナ）。
- 左から聖界正義の剣、国剣、俗界正義の剣。
- 慈悲の剣（カーテナ）。抜き身のイメージ。
- 1820年に描かれたスケッチ。中央の剣がカーテナである。